# Bosque seco de Cabo Verde
El bosque seco de Cabo Verde es una ecorregión de la ecozona afrotropical, definida por WWF, constituida por el archipiélago de Cabo Verde, en el océano Atlántico.

## Descripción
Topográficamente, alternan llanuras secas con elevados volcanes activos y vertiginosos acantilados. Las islas montañosas reciben más lluvia que las más llanas.

## Flora
Antes de la colonización humana, las llanuras estaban cubiertas por vegetación de sabana o estepa y las zonas más altas por matorral árido. En las islas más montañosas abundaba la selva monzónica seca.
La mayor parte de esa vegetación original ha desaparecido, y sólo persiste en pequeños fragmentos en las cumbres y otras zonas inaccesibles.

## Fauna
Las islas son zonas de cría para aves marinas, como el petrel gon-gon (Pterodroma feae), el rabihorcado magnífico (Fregata magnificens) y el rabijunco colirrojo (Phaethon rubricauda).

## Endemismos
Esta ecorregión alberga cuatro especies endémicas de aves: 
- Gorrión de Cabo Verde (Passer iagoensis)
- Vencejo de Cabo Verde (Apus alexandri)
- Alondra de Razo (Alauda razae), en peligro de extinción, sólo se encuentra en la isla de Razo.
- Carricero de Cabo Verde (Acrocephalus brevipennis), amenazado, sólo se encuentra en la isla de Santiago.

De las quince especies de lagarto que han sido observadas en Cabo Verde, doce son endémicas:
- Escinco gigante de Cabo Verde (Macroscincus coctei), en la isla de Razo.
- Perenquén gigante (Tarentola gigas), en Razo y Branco.
- Los eslizones del género Chioninia.
- Varias especies de geckos de los géneros Hemidactylus y Tarentola.

92 especies de plantas son endémicas. Entre ellas, un pequeño árbol llamado marmulán (Sideroxylon mermulana).

## Estado de conservación
En peligro crítico: la agricultura y la introducción de cabras y de plantas exóticas han destruido la mayor parte de la fauna y flora original.